# Симеон Персидский
Симеон Персидский (сир. ܡܪܝ ܫܡܥܘܢ ܒܪܨܒܥܐ; Мар Шимун бар Саббай) — епископ Селевкийский, фактически являлся первоиерархом Персидской церкви во время преследований шаха Шапура II Сасанидской империи, казнённый вместе со многими своими последователями. Почитается в различных христианских общинах.

## Биография
Мар Шимун бар Саббай являлся епископом Селевкии-Ктесифона в Сасанидской империи в начале IV века. В связи с римско-персидским военно-политическим противостоянием и принятием христианства в качестве государственной религии императором Константином, все христиане Персидской империи стали подозреваемыми в поддержке вражеского для Персии государства. В 339 году шах Шапур II обложил христианское население дополнительным налогом за освобождение от военной службы. Сбор податей был поручен Шимуну бар Саббаю. После того, как Шимун отказался, последовал приказ об его аресте и казни вместе с 5 епископами, со 100 священниками и с родной сестрой Тарбо.